# Megachile garambana
Megachile garambana är en biart som beskrevs av Pasteels 1965. Megachile garambana ingår i släktet tapetserarbin, och familjen buksamlarbin. Inga underarter finns listade i Catalogue of Life.